# Massello
Massello (piemontesisch Massel, okzitanisch Masel) ist eine italienische Gemeinde in der Metropolitanstadt Turin (TO), Region Piemont.

## Lage und Einwohner
Massello liegt knapp 90 km östlich von Turin in den Cottischen Alpen, im hochalpinen Vallone di Massello, einem engen Seitental des Valle Germanasca. Masselo ist Mitglied in der Bergkommune Comunità Montana Valli Chisone e Germanasca. Das Gemeindegebiet umfasst eine Fläche von 38 km² und hat 57 Einwohner (Stand 31. Dezember 2023).
Der höchste Punkt des Gemeindegebiets ist der Gipfel des Bric Ghinivert (3.037 m), der auch vom Weiler Balziglia aus über die gleichnamige Bergerie und den Ghinivert-Hügel erreicht werden kann.
Die Nachbargemeinden sind Perrero und Salza di Pinerolo im Valle Germanasca sowie im Haupttal jenseits der Bergkette Pragelato, Fenestrelle und Roure.

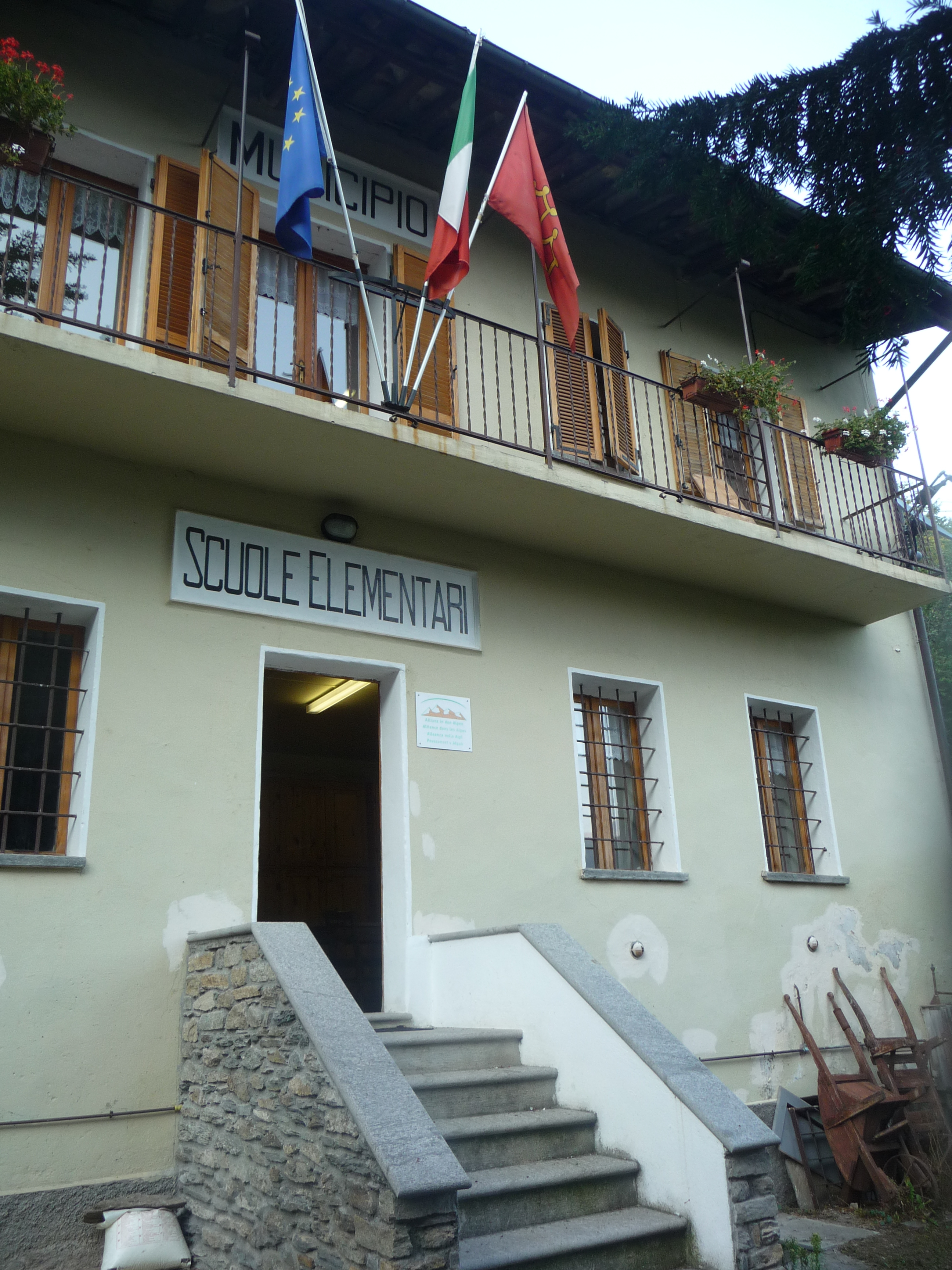
Gemeindehaus und Schule

## Geschichte

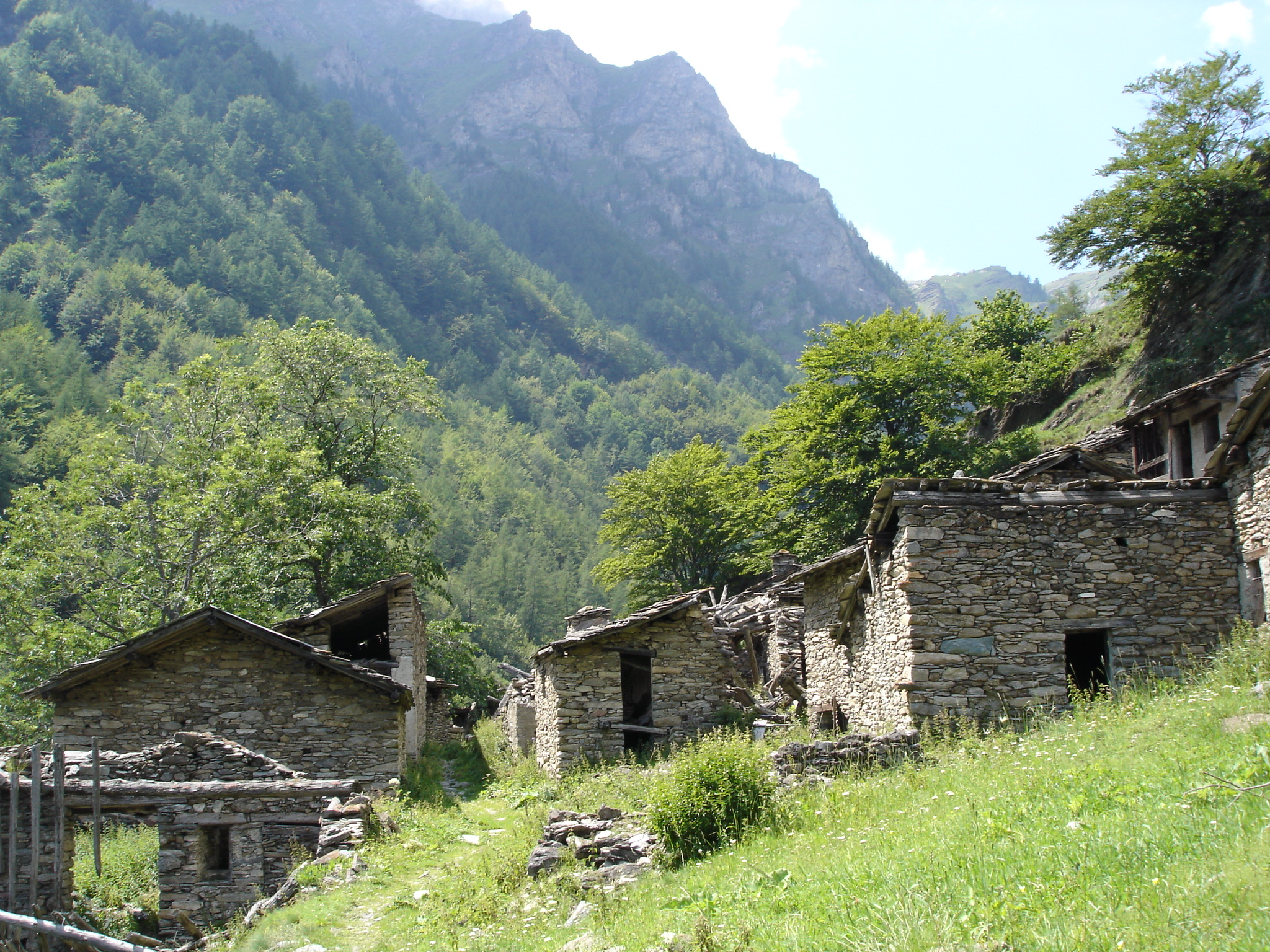
Der verlassene Weiler Balsiglia

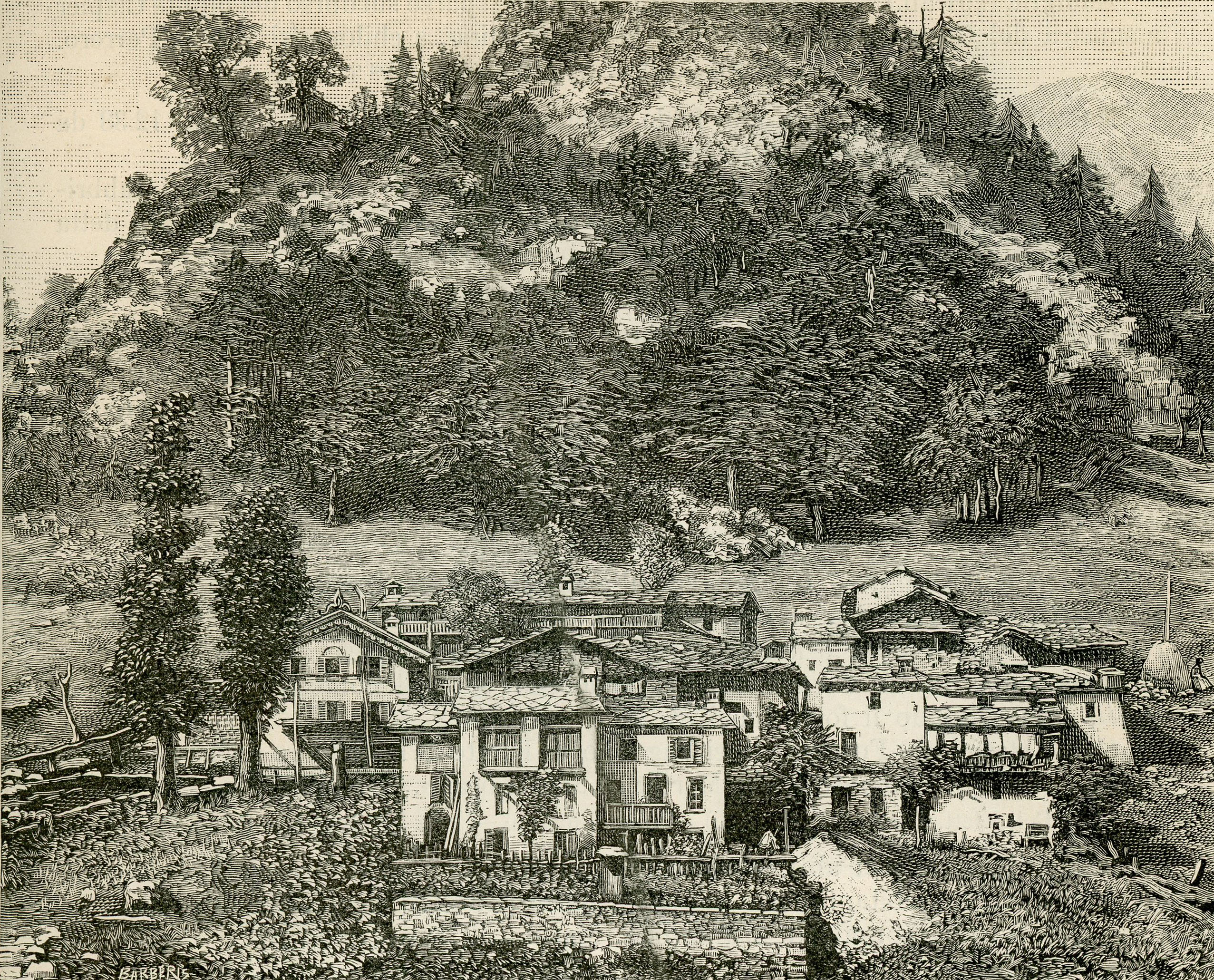
Balsiglia 1890

Der Weiler Balsiglia war in den Jahren 1689–1690 Schauplatz des Widerstands der Waldenser, die von der französischen Armee belagert wurden, die nach ihrer Rückkehr in die Täler nach der Glorreichen Rückführung vergeblich versuchte, sie niederzumetzeln. Um an diese wichtige Episode und die gesamte Geschichte der Waldenser zu erinnern, wurde das Historische Museum von Balsiglia errichtet.